# Foresta di Gemenc

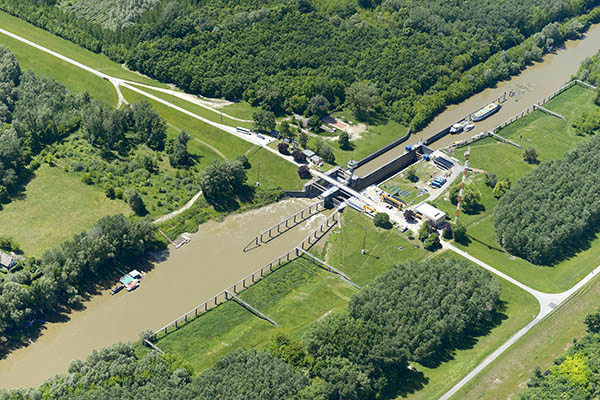

La foresta di Gemenc è una foresta ungherese. Si estende lungo il corso del Danubio, nella cosiddetta zona del Colline del Transdanubio, fra le località di Szekszárd e Baja, ed è ricompresa nel parco nazionale del Danubio-Drava.